# Le Ménil
Le Ménil település Franciaországban, Vosges megyében. Lakosainak száma 984 fő (2022. január 1.). Le Ménil Le Thillot, Ventron, Bussang, Fresse-sur-Moselle, Ramonchamp, Saulxures-sur-Moselotte és Cornimont községekkel határos.

## Népesség
A település népességének változása:
| Lakosok száma | 1110 | 1077 | 1097 | 1069 | 1048 | 1026 | 1005 | 993  | 984  |
|               | 2013 | 2015 | 2016 | 2017 | 2018 | 2019 | 2020 | 2021 | 2022 |